# 义勇骑兵
义勇骑兵(英語：Yeomanry Cavalry)，是最早自18世纪末法国大革命战争期间以来英国在为防备登陆入侵而设立的一种带有驻屯性质的预备役辅助骑兵，编入英国志愿军（或称“不列颠志愿军”）中。
义勇骑兵的英文词源“自耕农”(英語：Yeoman)是对近代英国郡县内绅士阶级以下、社会地位良好的拥有一些私产的农民之称呼，与佃农区别；由此可见义勇骑兵最初主要从农牧郡县小资产阶级中招募兵员。尽管社会地位是一个很重要的前提，个人财力是义勇骑兵的主要招募标准；因为义勇骑兵需要自负养马、粮饷的开销。义勇骑兵的军官则遵循同时代欧洲惯例从贵族或有产绅士中招募。正因为军官传统上均有较高的社会地位，在政府鼓励财力充足的英国新贵族积极参加军官队伍的同时，他们也得以提升自己的社会地位。从19世纪晚期开始，市镇中参加义勇骑兵的人数亦逐渐增多--体现在到20世纪初期，使用雇佣马匹的义勇骑兵已经愈发常见。